# 生产许可标志

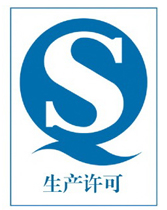
2010年6月1日启用的「企业食品生产许可」标志

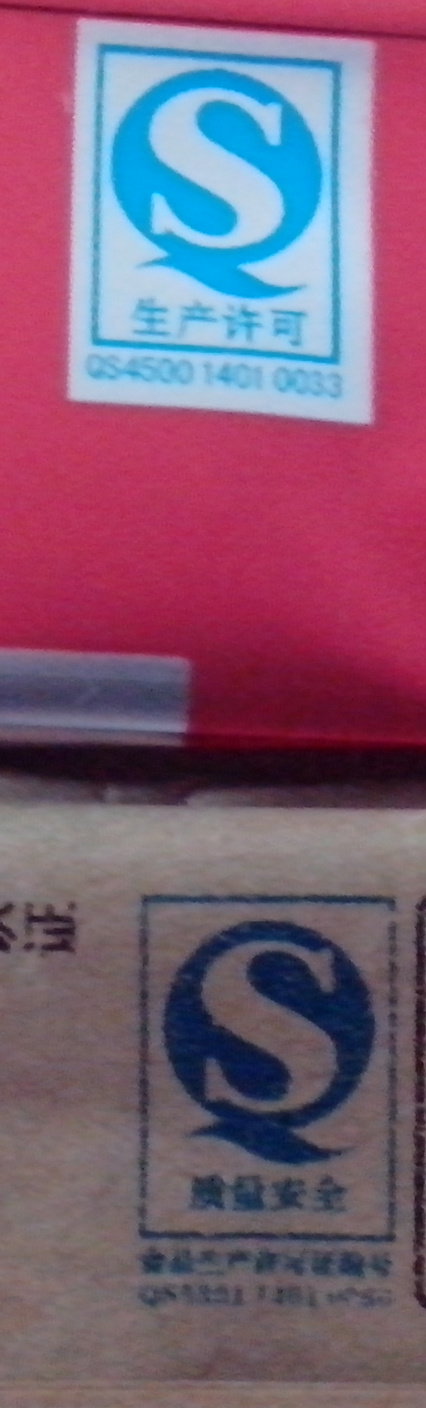
上面为一款2013年生产的红茶包装上新版「QS生产许可」，下面为一款2008年生产的陈年普洱包装上旧版「QS质量安全」

生产许可标志，全称企业生产许可（Qiyeshipin Shengchanxuke，QS认证）是中华人民共和国政府部门为了保障食品等与人民身体健康和生活安全息息相关的产品的质量而设立的强制性认证体系。食品是指各种供人食用或者饮用的成品和原料以及按照传统既是食品又是药品的物品，但是不包括以治疗为目的的物品。预包装食品是指预先定量包装或者是制作在包装材料和容器中的食品。
根据《中华人民共和国工业产品生产许可证管理条例》，除食品外，一些可能危及人身、财产安全的产品、保障劳动安全的产品、影响生产安全、公共安全的产品以及其他法律、行政法规要求实行生产许可证管理的其他产品，亦需要取得生产许可证，并在产品上加贴QS标志才能上市销售。

## QS发展历史
2004年1月1日起，中华人民共和国首先在大米、食用植物油、小麦粉、酱油和醋五类食品行业中实行食品质量安全市场准入制度。2005年9月1日，中华人民共和国国家质量监督检验检疫总局令(第79号)颁布《食品生产加工企业质量安全监督管理实施细则（试行）》，细则第五章第四十七条规定“实施食品质量安全市场准入制度的食品，出厂前必须在其包装或者标识上加印（贴）QS标志。没有QS标志的，不得出厂销售”，预包装食品必须有「QS」标志。同时，化妆品、眼镜等工业产品也加入到“QS”标志的行列中。
从2005年11月1日起，所有除食品生产企业外取得生产许可证的企业，应从准予许可之日起6个月内，完成在产品、包装、说明书上标注「QS」标志和编号。但在2005年11月1日前已取得生产许可证的企业，则有1年的过渡时间。2006年5月1日起，化妆品、酒、电动自行车等86类已通过认证的工业产品必须加贴“QS”标志才能销售，否则将视为不合格产品受到查处。在此之前，化妆品、酒、电动自行车等产品早在1984年开始实行生产许可证制度，但没有在产品上加贴“QS”标志。自2006年9月26日起，新换发的酒类产品的生产许可证编号不再使用“XK”，以“QS”取而代之。
从2010年6月1日起，「QS生产许可」标志取代原有的「QS质量安全」（Quality Safety）标志，2011年12月1日，旧版的「QS质量安全」标志不得再使用。目前，大米、小麦粉、食用植物油、酱油、食醋、肉制品、乳制品、饮料、调味品、方便面、饼干、罐头、冷冻饮品、速冻米面米食品、膨化食品、糖果制品、茶叶、葡萄酒及果酒、啤酒、黄酒、酱腌菜、蜜饯、炒货食品、蛋制品、可可制品、焙炒咖啡、水产加工品、淀粉及淀粉制品、糕点、豆制品、蜂花粉及蜂产品、果冻、挂面、调味料产品、酱类、婴幼儿及其他配方谷粉产品、其他粮食加工品、食用动物油脂、婴幼儿配方乳粉、薯类食品等28大类食品无QS不得上市，无证生产销售、制假制劣、伪造冒用食品生产许可证、冒用QS标志或食品生产许可证编号等，将按规定予以处罚。
2015年8月起，湖南省在为食品生产企业新发生产许可证及换证时，启用新的“SC”编号，不再使用“QS”编号。根据2015年10月1日起生效的《食品生产许可管理办法》，新获证及换证食品生产者所获得的食品生产许可证编号改为“SC”，不再使用QS标志。但仍然在食品生产许可证有效期内的，则可以继续使用QS标志，而带有“QS”标志的食品会随着时间的推移慢慢退出市场，并提供3年的过渡期。从2018年10月1日起，“QS”标志不再在食品领域使用。

## 标志意义
食品加贴QS标志，即表明该企业经过了质监部门严格的现场审查，并经发证检验合格后取得了生产许可证，准予加贴「QS」标志；表明企业承诺其产品经检验合格，符合食品质量安全的基本要求。
根据《中华人民共和国工业产品生产许可证管理条例》，每张生产许可证的有效期限为5年（2015年10月1日前获得“QS”食品生产许可证的有效期限为3年）。

## 编号规则

### 食品类
对于食品，每个“QS”标志都有唯一的12位阿拉伯数字的序列号。其中编号前4位为受理机关编号，具体按行政区划代码区分；中间4位为产品类别编号，由国家质检总局统一规定（如0101为小麦粉、0201为食用油）；后4位为获证企业序号，由发证机关按发证顺序标注。
从2015年10月1日起，新获证及换证食品生产者所获得的食品生产许可证编号，以“SC”取代“QS”，不再使用QS标志。编号也扩充到14位数，其中第1位为食品、食品添加剂生产许可识别码（如1代表食品、2代表食品添加剂）、第2、3位为食品、食品添加剂类别编号（如01代表粮食加工品，02代表食用油、油脂及其制品，03代表调味品）、第4到9位为行政区划代码（按省（自治区、直辖市）、市（地）、县（区）排列）、第10到13位为顺序码、最后一位为校验码。

### 其他类别工业产品
对于其他类别的工业产品，其生产许可证编号采用“XK”（“许可”的拼音首码）加九或十位阿拉伯数字编码组成，格式为XK××-××× ××××或XK××-××× ×××××，其中编号前两位代表行业编号，中间三位代表产品编号，后四或五位代表企业生产许可证编号（如化妆品生产许可证编号格式为XK16-108 ××××）。省级质量技术监督局颁发的生产许可证，可以在编号前加上相应省级行政区域简称。